# Cypraeoidea
Super-famille
Les Cypraeoidea sont une super-famille de mollusques gastéropodes de l'ordre des Littorinimorpha. 

## Caractéristiques
Les espèces de ce groupe ont généralement une coquille arrondie à ouverture allongée longitudinalement, recouverte par un manteau rétractile (ou pas, pour les Velutinidae). 

## Liste des familles et sous-familles
Selon World Register of Marine Species (26 mars 2016) :
- famille Cypraeidae Rafinesque, 1815 -- 53 genres
- famille Eratoidae Gill, 1871 -- 14 genres
- famille Ovulidae Fleming, 1822 -- 42 genres
- famille Triviidae Troschel, 1863 -- 15 genres
- famille Velutinidae Gray, 1840 -- 20 genres

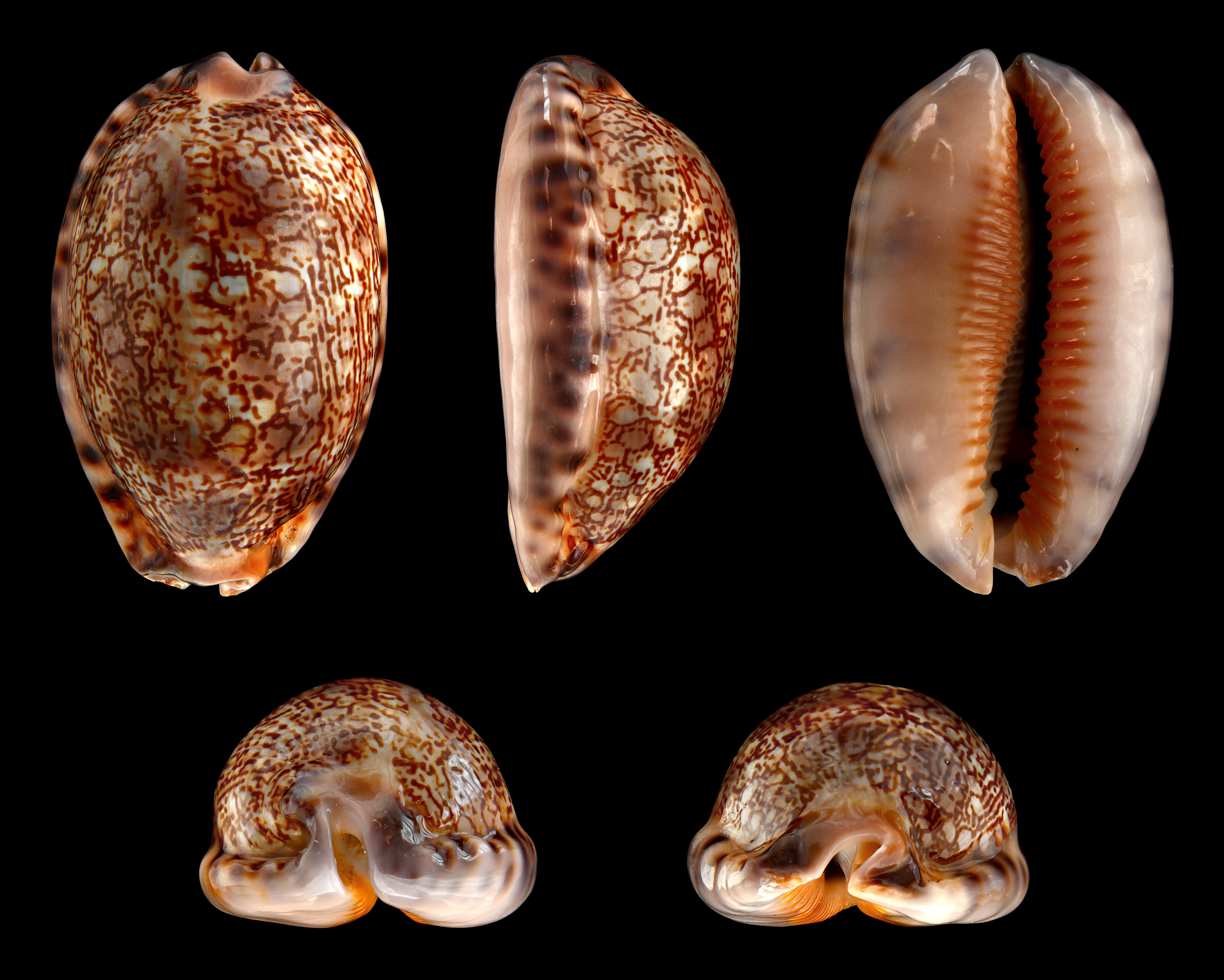
Mauritia arabica (Cypraeidae).
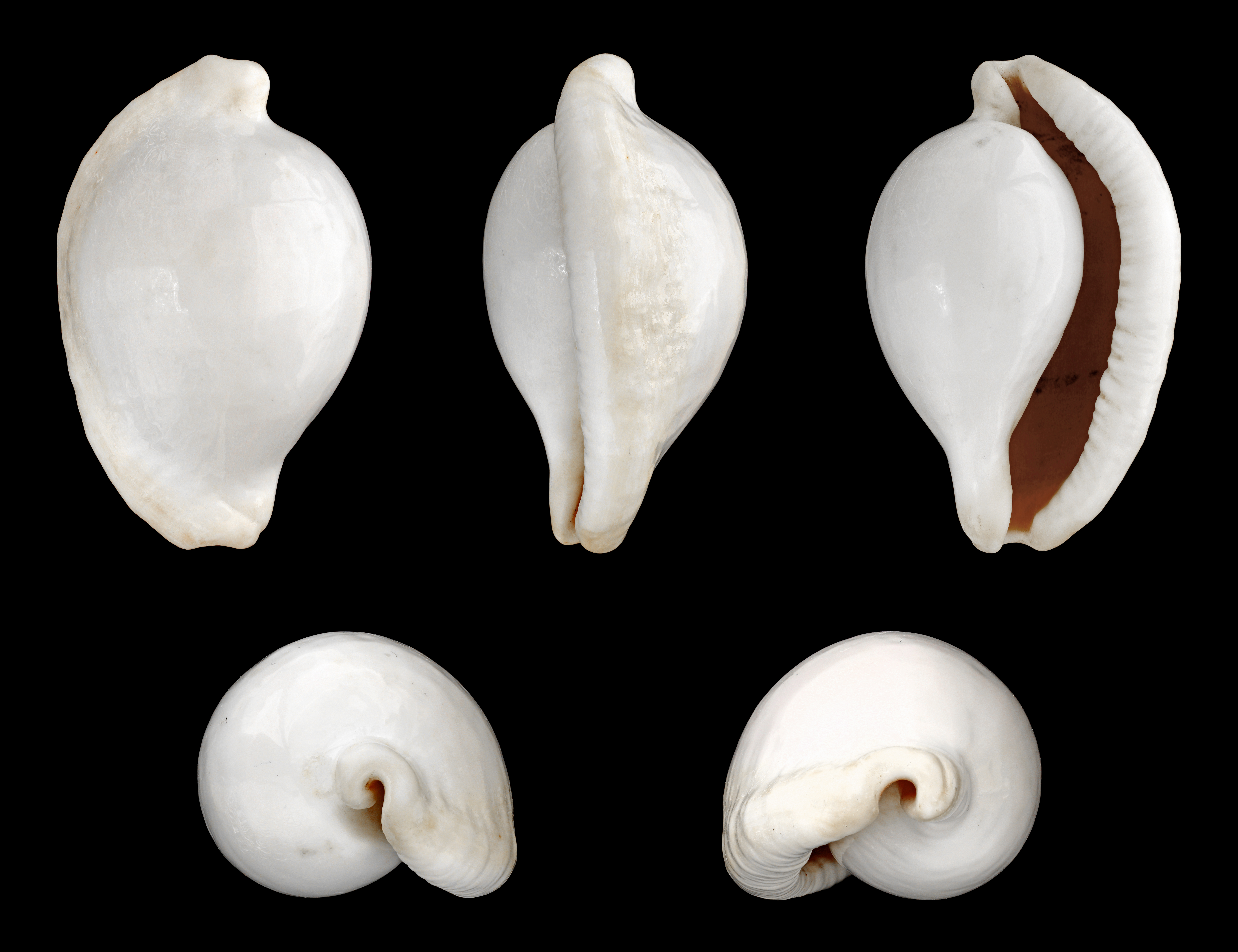
Ovula ovum (Ovulidae).
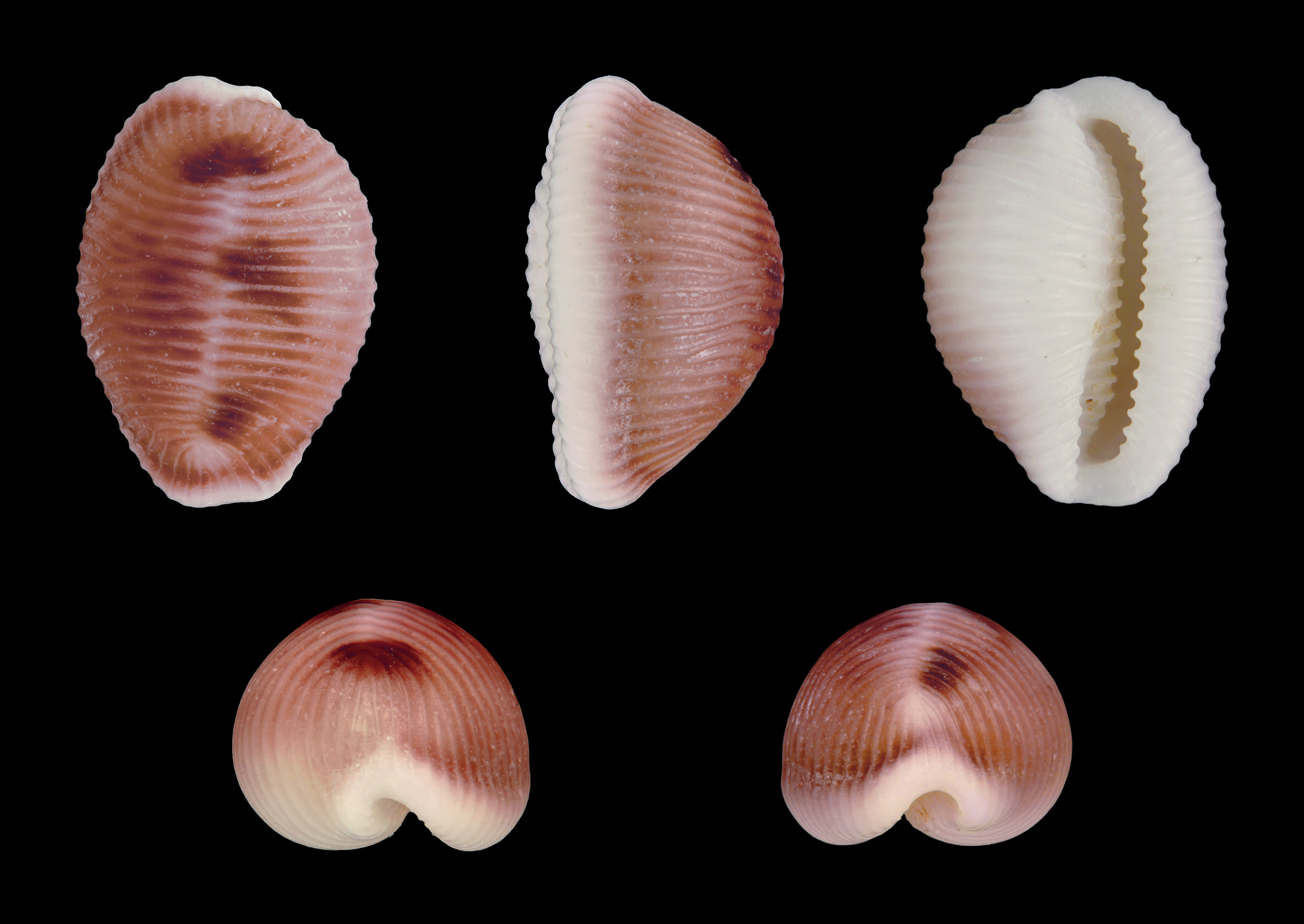
Trivia monacha (Triviidae).
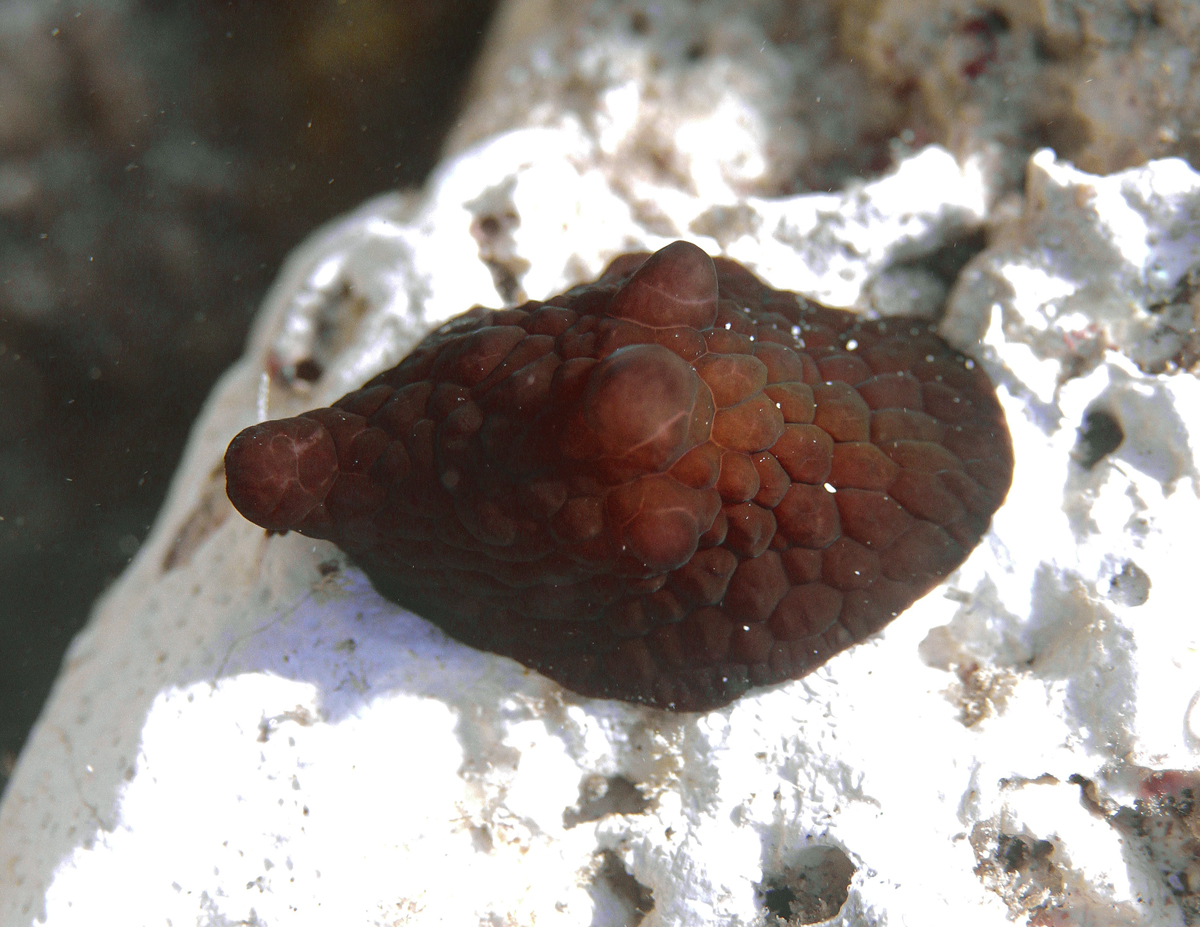
Coriocella nigra (Velutinidae).